# CNBC
Споживчі Новини та Бізнес-канал, скор. «Сі-Ен-Бі-Сі» (Consumer News and Business Channel, скор. «CNBC») — американський кабельний, супутниковий та інтернет телевізійний канал, заснований «NBC Universal Television Group» — одним з підрозділів «NBC Universal», який, у свою чергу, входить до корпорації «Comcast». Основний контент — економічні новини, документальні фільми на бізнес-тематику та реаліті-шоу. Штаб квартира знаходиться в місті Енглвуд Кліфс, штат Нью Джерсі.
Заснований 17 квітня 1989 року «NBC» спільно з «Cablevision» як новинний та бізнес-канал, пізніше придбав свого головного конкурента «Financial News Network», а 1991 року «Cabelvision» продала свою долю «NBC» який став його основним власником. Станом на лютий 2015 року, «CNBC» має 93,6 млн абонентів платного телебачення (це 80,4 % усіх абонентів) у США.
2007 року мережа увійшла до найдорожчих кабельних мереж США, посівши 19-те місце та вартістю приблизно у 4$ млрд доларів.
Компанія має штаб-квартири у 10 країнах світу: у США, Європі і Азії та 13 підрозділів.

## Історія
CNBC почав свою діяльність в 1979 році як мережа супутникових програм (SPN), демонструючи малобюджетну суміш старих фільмів, навчальних і розважальних програм. 17 січня 1989 року, під керівництвом Тома Роджерса, канал був перезапущений, як канал Consumer News and Business Channel, зі штаб квартирою у Форт-Лі, штат Нью-Джерсі. На самому початку у CNBC були значні труднощі з прокладкою канатної дороги, оскільки багато провайдерів скептично ставилися до розміщення її поруч з уже давно існуючою мережею фінансових новин. У перший рік мовлення CNBC охоплювала не так багато домоволодінь — 13 мільйонів, що становить половину потенційного охоплення FNN. Ідею створення «Каналу бізнес-інформації і новин споживачів» (Consumer News and Business Channel — CNBC) називали досить сумнівною. Газета USA Today назвала CNBC «слабкою імітацією CNN», а манеру висвітлення подій «більш ніж сухий». Але приблизно в цей час FNN зіткнулася з серйозними фінансовими труднощами. Після затяжної війни торгів з консорціумом Dow Jones, CNBC придбала FNN за 154,3 мільйона доларів і негайно об'єднала ці дві компанії. Пізніше, саме компанія Dow Jones & Company, стала стратегічним партнером CNBC. Парадоксально, але саме обвал фондового індексу Dow Jones в жовтні 1997 року, який опустився тоді на 554 пункту, став причиною різкого зростання популярності CNBC. Вона забезпечила настільки компетентний і широкий розголос кризової ситуації, що це стало одним з найважливіших подій року. Число глядачів різко зросла, рейтинг підскочив угору на 27 відсотків, причому ці цифри не враховували професійної аудиторії брокерів і трейдерів, які дивилися CNBC в процесі роботи.
Функції цієї телемережі фінансово-економічних новин полягають в наступному:
- Надавати інформацію з біржових і фондових ринків, дані про котируваннях цінних металів, курсів валют в режимі реального часу;
- Прогнозувати і розглядати ситуацію на ринках спільно з фінансовими аналітиками та економістами;
- Висвітлювати найбільш важливі події в діловому світі;
- Представляти аудиторії великих бізнесменів, глав корпорацій, провідних персон бізнесу.

Основні фінансові центри знаходяться в країнах Північної Америки та Західної Європи, тому і потік бізнес-новин йде з цих регіонів. Професійний ринок фінансових новин - це своєрідний аукціон: його учасники купують або продають інформацію. Продавці інформації зосереджені в найбільш розвинених країнах, і їх число в сотні разів менше числа покупців. Як правило, торгівля ведеться або безпосередньо на біржах, або в режимі онлайн за допомогою спеціальних служб інформаційних агентств Dow Jones, Bloomberg, Reuters і ін.

## Аудиторія
Телеканал знайомить своїх глядачів з головними подіями дня і забезпечує інформацією з світових ринків з оперативністю до хвилини, його експерти роблять детальний аналіз подій, ведучі телепрограм беруть інтерв'ю у лідерів ділового світу. З програмами з Європи, США та Азії, CNBC забезпечує 24-годинний глобальний ділової брифінг. Програмування побудовано навколо ключових ділових подій протягом дня. Огляд дня починається з ринків Європи, триває висвітленням подій на Уолт-Стріт і завершується новинами з ринків Азії. CNBC пропонує глядачам більше 12 годин прямих трансляцій з європейських біржових ринків кожен будній день. Крім ділових новин, на каналі з задоволенням дають спортивну інформацію. В суботник і недільні вечори робиться безтурботний перерву популярним американським ток-шоу. Програми CNBC Europe включають в себе щоденні новинні та аналітичні блоки, оперативно висвітлюють ситуацію на ринках Європи, Азії та США, а також спеціальні щотижневі півгодинні передачі з докладним аналізом ділової проблематики, в тому числі такі програми, як Capital Ideas і Agenda Europe.
Але все ж таки, CNBC — телемережа фінансово-економічних новин, орієнтована на певну аудиторію, яку складають бізнесмени всіх рівнів: від менеджерів вищої ланки до рядових клерків банків, а також люди різного роду занять, які особисто зацікавлені в курсах акцій найбільших компаній, котирування цінних металів, ціни на нафту і т.д. Таким чином, CNBC враховує інтереси, як рядових власників акцій, так і професійних гравців, які аналізують ділову інформацію. Особливість телевізійної бізнес-інформації в її відкритості і доступності для всіх, хто має в своєму розпорядженні супутниковим або кабельним телебаченням. Телемережа висвітлює всі сектори світового ринку: фондовий, облігаційний, валютний, а також товарний.
Уолл-стріт - постійна аудиторія CNBC. Дослідники відзначають, що під час показу цікавих передач на CNBC навіть сповільнюються торги на біржах. Наприкінці 1990-х рр. провідні CNBC — Марія Бартіромо і Сью Херера домоглися популярності, а в число найбільш улюблених програм увійшли ток-шоу Bull Session і ранкова передача Squawk Box, що пропонувала прогнози перед відкриттям торгів на біржах. У 1997 році доходи CNBC склали близько 120 мільйонів доларів — їх зростання досягло 33 відсотків. CNBC стала «завсідником» телеекранів барів, спортивних клубів і офісів. Так тривало до 2001 року. Після 11 вересня щоденні рейтинги телеканалів ділової інформації почали знижуватися, а новини провідних телекомпаній світу сфокусувалися на політичних темах. Знаменитий девіз CNBC — «Заробляйте на цьому» (який створював ілюзію гри в казино, закликаючи людей до заробляння на новинах з бірж) — дещо втратив актуальність з тих пір, як фондові індекси та акції багатьох компаній стабільно падали, а ціни на нафту росли.

## Стратегія
Стратегія CNBC - залучати до співпраці провідні світові медіагрупи. У Сполучених Штатах Америки та Канаді CNBC працює спільно з компанією Dow Jones, видавцем Wall Street Journal і охоплює мовленням 82 мільйони домоволодінь. Співпраця з Dow Jones дозволило CNBC значно просунутися в європейському регіоні і країнах Азії, де аудиторія складає більше 93 мільйонів передплатників. У 1999 році CNBC підписала контракт з компанією Nikkei для спільного проекту NBC — Nikkei в Японії. У 2000 році CNBC взяла курс на Скандинавію, де їй вдалося створити CNBC Nordic. Одночасно був підписаний контракт з NTV в Туреччині для створення CNBC-e, локальної турецької мережі. Нарешті, в квітні 2001 року у співпраці з компаніями Class editori і Mediaset CNBC розпочала мовлення в Італії. Регіональна політика CNBC полягає в тому, що телемережа висвітлює бізнес-події з урахуванням того чи іншого регіону або країни, віща на місцевих мовах і одночасно використовує ресурси американської телемережі для оновлення інформації та огляду ситуацій на світовому ринку.
Стратегія створення конкурентоспроможного контенту CNBC полягає в персоналізації корпоративного бізнесу. Президент CNBC Білл Болстер визначив її наступним чином: «Це більше не Sunbeam, це Ел Данлеп, це не IBM, а Лу Джерстнер». Тобто відтепер треба було акцентувати сюжети на героях, що представляють різні компанії та корпорації.
Після обвалів на ринках акцій, падіння індексів на біржах, корпоративних скандалів CNBC намагається більш адекватно оцінювати економічні показники і прогнози. Джо Кернер і Девід Фебер — самі скептично налаштовані провідні CNBC, досить часто критикують райдужні прогнози Уолл-стріт. У той же час телемережа продовжує тримати в центрі уваги оптимістичні прогнози ринку, поради трейдерів, що пропонують купувати акції. Колись саме «бичачий» ринок став запорукою високого рейтингу CNBC (на сленгу економістів «бики» на біржах грають на підвищення, вимагаючи купувати акції, «ведмеді» — на зниження, радячи їх продавати), і оптимізм журналістів — не більше ніж засіб підвищення рейтингу. При цьому ставка робиться виключно на ключової аудиторії — процвітаючих топ-менеджерів і трейдерів із середнім доходом не менше 1 мільйона доларів на рік і потенційних рекламодавців CNBC. Зауважимо, що на початку мовлення CNBC, навпаки, орієнтувалася на широку аудиторію споживачів.

## Рейтинги
Існує досить чітка довгострокова кореляція між показниками світових фондових ринків і рейтингами аудиторії CNBC. У першій половині десятиліття у мережі були труднощі з залученням глядачів, але спостерігалося збільшення кількості глядачів з мінімуму 2005 року до рекордного максимуму в 2008 році, що співпало з кризою субстандартного іпотечного кредитування. CNBC і раніше має найбагатшу аудиторію (з точки зору середнього доходу) серед всіх телеканалів США. Наприкінці 1990-х — початку 2000-х років рейтинги CNBC різко зростали разом з фондовим ринком, часто перевершуючи рейтинги CNN в години роботи ринку. У мережі часто спостерігається різкий сплеск глядацької аудиторії в дні великих ринкових рухів. Обговорюючи рейтинги мережі, керівництво CNBC і прес-релізи регулярно припускають, що значна кількість глядачів, особливо в денний час, йде «поза домом» в таких місцях, як офіси, ресторани, фітнес-центри, фінансові установи та готельні номери. Оскільки ця демографічна група не охоплена рейтингами Nielsen, CNBC стверджує, що справжня аудиторія мережі значно вище, ніж вимірюється.

## Програми CNBC

###### Поточні шоу
CNBC пропонує різноманітні програми протягом робочого дня. Прямі трансляції транслюються по буднях з 5:00 до 20:00 і містять звіти про компанії в США, поновлення індексів фондових ринків і цін на сировинні товари, інтерв'ю з генеральними директорами та керівниками підприємств, а також коментарі багатьох фахівців з інвестицій. Нижче наводиться склад звичайного робочого дня (термін, використовуваний провідними і дикторами CNBC)
- Worldwide Exchange: Брайан Салліван
- Squawk Box: Джо Кернер, Ребекка Квик і Ендрю Росс Соркін
- Squawk on the Street: Карл Кінтанілла, Девід Фабер, Джим Крамер та Морган Бреннан
- TechCheck: Карл Квінтаніла, Джон Фортт і Дейрдре Боза
- Fast Money Halftime Report: Скотт Вапнер
- The Exchange: Келлі Еванс
- Power Lunch: Меліса Лі, Тайлер Матісен та Келлі Еванс
- Closing Bell: Сара Айзен та Вільфред Фрост
- Fast Money: Меліса Лі (ведуча), Піт Наджарян, Гай Адамі, Тім Сеймур та Карен Фінерман (учасники дискусії)
- Options Action: Меліса Лі (ведуча), по п'ятницях
- Mad Money: Джим Крамер
- The News with Shepard Smith: Шепард Сміт
- CNBC Prime

17 вересня 2007 року мережа також запускала щогодинні сегменти поновлення новин CNBC.com протягом робочого дня. Ці короткі бюлетені, які близько 30 секунд. На початку 2010 року сегменти поновлення були припинені. Ці бюлетені були знову введені в 2015 році і були перейменовані CNBC News Update. Вони виходять в ефір щогодини, в півгодини з 10:30 до 16:30. Бюлетені читає Сью Херера.
CNBC також випустив Nightly Business Report, 30-хвилинний випуск ділових новин по буднях і поширює його серед державних телевізійних станцій США. Запущений в 1979 році, телеканал CNBC прийняв на себе виробництво серіалу в 2013 році і закінчив виробництво в грудні 2019 року. Провідними телеканалу NBR були Сью Херера і Білл Гріффет.
24 серпня 2020 року, CNBC оголосила, що прем'єра нового вечірніх новин програма, яку колишній Fox News Channel якір Shepard Smith, The News з Shepard Smith, на 30 вересня тодішній майбутня програма була описана як «безпартійний" і "на основі фактів".

### Ділові програми в прайм-тайм і вихідні
Популярним хітом CNBC серед його оригінальних серіалів стали «Mad Money.». Годинне шоу, яке веде фінансовий менеджер Джим Крамер, дає поради глядачам, які дзвонять в програму. У шоу також є популярний сегмент під назвою «The Lightning Round». У серпні 2007 року ефірна тирада Крамера про ослаблення економіки, яка була помічена під час сегмента «Stop Trading» на Street Signs, привернула увагу всієї країни і допомогла мобілізувати широку підтримку Раді Федеральної резервної системи щодо зниження процентних ставок.
24 січня 2007 року мережа запустила довгоочікуваний щомісячний журнал новин під назвою Business Nation, ведучим якого є удостоєний нагород журналіст Девід Фабер. Кожен випуск програми охоплює три історії; суміш профілів, дослідницьких робіт і функцій. Формат шоу структурована аналогічно HBO «s Real Sports.  Інші спеціальні програми або програми вихідного дня включають CNBC on Assignment (наприклад, The Age of Wal-Mart), від кірки до кірки, The Suze Orman Show і On the Money. Документальні фільми, представлені в списку CNBC Originals, включають Marijuana Inc: Всередині Америки, кімнатних промисловість (2009), Trash Inc: Таємне життя сміття (2010), Supermarkets Inc: Всередині машини для грошей на 500 мільярдів доларів (2011), Обслуговування клієнтів (2012 р), UPS / FedEX: Inside the Package Wars (2012), іЛюбовь @ Перший Байт: Таємна наука онлайн-знайомств (2012).
У травні 2010 року телеканал CNBC оголосив, що додасть фільми на ділову і фінансову тематику в свій вечір п'ятниці під назвою «CNBC Cinema».
Восени 2011 року телеканал CNBC почав брендировать свою лінійку каналів в прайм-тайм під назвою CNBC Smart. Продовжуючи робити акцент на документальних фільмах про бізнес, CNBC позиціонує Smart як «місце, де хто є хто приходить, щоб дізнатися, що до чого». З 2013 року CNBC регулярно показує одну гру Прем'єр-ліги о 22:00 за східним часом.
Популярним хітом CNBC серед його оригінальних серіалів стали «Mad Money.». Годинне шоу, яке веде фінансовий менеджер Джим Крамер, дає поради глядачам, які дзвонять в програму. У шоу також є популярний сегмент під назвою «The Lightning Round». У серпні 2007 року ефірна тирада Крамера про ослаблення економіки, яка була помічена під час сегмента «Stop Trading» на Street Signs, привернула увагу всієї країни і допомогла мобілізувати широку підтримку Раді Федеральної резервної системи щодо зниження процентних ставок.
24 січня 2007 року мережа запустила довгоочікуваний щомісячний журнал новин під назвою Business Nation, ведучим якого є удостоєний нагород журналіст Девід Фабер. Кожен випуск програми охоплює три історії; суміш профілів, дослідницьких робіт і функцій. Формат шоу структурована аналогічно HBO «s Real Sports.  Інші спеціальні програми або програми вихідного дня включають CNBC on Assignment (наприклад, The Age of Wal-Mart), від кірки до кірки, The Suze Orman Show і On the Money. Документальні фільми, представлені в списку CNBC Originals, включають Marijuana Inc: Всередині Америки, кімнатних промисловість (2009), Trash Inc: Таємне життя сміття (2010), Supermarkets Inc: Всередині машини для грошей на 500 мільярдів доларів (2011), Обслуговування клієнтів (2012 р), UPS / FedEX: Inside the Package Wars (2012), іЛюбовь @ Перший Байт: Таємна наука онлайн-знайомств (2012).
У травні 2010 року телеканал CNBC оголосив, що додасть фільми на ділову і фінансову тематику в свій вечір п'ятниці під назвою «CNBC Cinema».
Восени 2011 року телеканал CNBC почав брендировать свою лінійку каналів в прайм-тайм під назвою CNBC Smart. Продовжуючи робити акцент на документальних фільмах про бізнес, CNBC позиціонує Smart як «місце, де хто є хто приходить, щоб дізнатися, що до чого». З 2013 року CNBC регулярно показує одну гру Прем'єр-ліги о 22:00 за східним часом.

### CNBC Prime
5 березня 2013 року телеканал CNBC знову перейменував свою лінійку каналів в прайм-тайм в CNBC Prime, про що вперше було оголошено 7 січня того ж року. Сподіваючись залучити ширшу аудиторію, блок Prime представив лінійку реаліті-шоу на бізнес-тематику з прем'єрними серіями «Мисливці за автомобілями» і «Детективи за скарбами». CNBC планував запустити принаймні вісім нових серіалів в блоці Prime протягом 2013 року. [30] Серед оригінальних реаліті-програм, що транслюються на CNBC Prime, можна назвати American Greed, Restaurant Startup, Blue Collar Millionaires, Гараж Джея Лено, «Прибуток», «Клуб інвесторів Західного Техасу» і «Таємне життя супербагатих».
У 2016 році телеканал CNBC анонсував два нових реаліті-шоу, в тому числі «Клівленд Хастлз» і додатковий дохід до фільму «Прибуток» під назвою «Партнер». 2018 році CNBC оголосив про інших нових серіалах, які перебувають в розробці, таких як BYOB: Be Your Own Boss, Deadly Rich (справжній кримінальний серіал, присвячений багатим), Staten Island Hustle, відродження колишнього ігрового шоу NBC Угода чи ні , а також поновлення для American Greed, Jay Leno's Garage і Secret Lives of the Super Rich.

### Некомерційне програмування
CNBC експериментувала з некомерційними програмами в прайм-тайм з перемінним успіхом, включаючи ток-шоу, організоване Деннісом Міллером. Канал час від часу ретранслює кілька програм NBC, в тому числі «Пізня ніч з Конаном О'Брайеном», «Угода чи ні», «Учень», «Учень: Марта Стюарт» і «1 на 100». До 2017 року CNBC брав участь у висвітленні USA Network виставки собак Вестмінстерського клубу собаківництва через конфлікти з WWE Raw.
CNBC іноді служив місцем переповнення для програм NBC Sports; починаючи з 2000 року, CNBC провів частини каналу NBC покриття на Олімпійських іграх за межами робочого дня годин. Часте делегування телеканалу CNBC освітлення керлінгу під час Зимових Олімпійських ігор 2010 року допомогло цього виду спорту стати культовим серед ділових кіл.  У 2001 році CNBC почав чотирирічний контракт на трансляцію подій з Senior PGA Tour, в прямому ефірі або з затримкою, з трансляцією на початку раунду по кабельному каналу Pax. Президент CNBC Білл Болстер заявив, що це рішення мало допомогти зменшити залежність CNBC від платних програм по вихідним. Комісар PGA Tour Тім Фінчем також вважав, що аудиторія гольфу і бізнесу «надзвичайно сумісні» один з одним.
Починаючи з сезону 2011-12, CNBC показав покриття з Національної хокейної ліги «s Кубка Стенлі плей-офф, вироблених в рамках НХЛ на NBC пакеті. [38] CNBC також брав участь в недільному чемпіонаті NBC по трансляції всіх матчів останнього дня футбольного сезону Прем'єр-ліги. У 2016 році CNBC транслювала кілька гонок NASCAR (як частина NASCAR в пакеті NBC) через конфлікти розкладу з іншими каналами NBCUniversal під час літніх Олімпійських ігор 2016 року.

## CNBC сьогодні
На сьогоднішній день телекомпанія CNBC — залишається безперечним світовим лідером в світі ділових і фінансових телевізійних новин, вона займає свою нішу у в міжнародному фінансово-економічному телебаченні, незважаючи на досить жорстку конкурентну боротьбу та постійно зростаюче число регіональних і місцевих інформаційних каналів, перехід аудиторії у глобальні мережі.

## Список каналів CNBC
| Назва каналу       | Рік заснування | Засновник(и)[A]                                             | Мова             | Штаб-квартира | Зони обслуговування     |
| ------------------ | -------------- | ----------------------------------------------------------- | ---------------- | ------------- | ----------------------- |
| Class CNBC         | 2000[B]        | Class Editori (60 %), Mediaset (20 %), NBC Universal (20 %) | Італійська       | Мілан         | Італія                  |
| CNBC               | 1989           | NBC Universal                                               | Англійська       | Енглвуд Кліфс | Сполучені Штати, Канада |
| CNBC Africa        | 2007           | Africa Business News                                        | Англійська       | Йоханесбург   | Африка                  |
| CNBC Arabiya       | 2003           | Middle East Business News                                   | Арабська         | Дубай         | Близький схід           |
| CNBC Asia          | 1995[C]        | NBC Universal[D]                                            | Англійська       | Сінгапур      | Азія, Океанія           |
| CNBC Awaaz         | 2005           | TV18 (90 %), NBC Universal (10 %)                           | Гінді            | Мумбаї        | Індія                   |
| CNBC Europe        | 1996[E]        | NBC Universal[F]                                            | Англійська       | Лондон        | Европа, Арабські країни |
| CNBC Latin America | -              | NBC Universal                                               | Англійська       | Енглвуд Кліфс | Латинська Америка       |
| CNBC Pakistan      | 2005           | Vision Network Television                                   | Урду, Англійська | Карачі        | Пакистан                |
| CNBC-TV18          | 1999[G]        | TV18 (90 %), NBC Universal (10 %)                           | Англійська       | Мумбаї        | Індія                   |
| CNBC World         | 2001           | NBC Universal[H]                                            | Англійська       | Енглвуд Кліфс | Сполучені Штати         |
| Nikkei CNBC        | 1999           | Nikkei (51 %), NBC Universal, TV Tokyo, Jupiter TV          | Японська[I]      | Токіо         | Японія                  |
| SBS-CNBC           | 2009           | NBC Universal and SBS                                       | Корея            | Сеул          | Південна Корея          |

У 2007 TVN CNBC почав мовити у Польщі, але припинив існування 2014-го. CNBC-e у 2000 відкрився у Туреччині, закрився 2015 року.